# Список особо охраняемых природных территорий Крыма

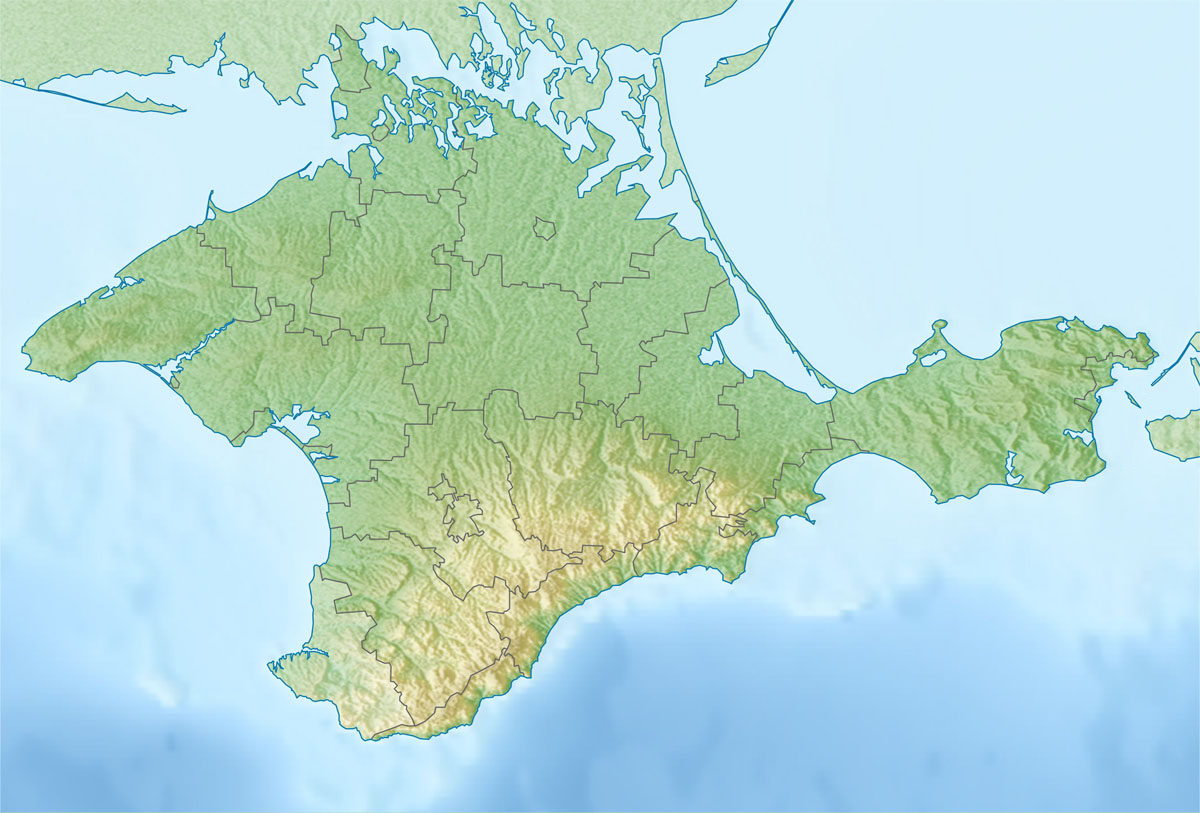
Крымский полуостров

Заповедные территории Крыма - охраняемые государством объекты природы на полуострове Крым.
Места царской охоты в Крыму были основаны 1870 году. Объявлены национальным заповедником в 1917 году. 30 июля 1923 года вышел декрет "О Крымском государственном заповеднике и лесной биологической станции". В последующие годы исследователи выявили в природе Крыма и обосновали необходимость создания заповедников, представленных уникальными природными комплексами.

## Заповедные объекты республиканского[1]значения
- Заповедники Крыма
- Заказники Крыма

| № п.п. | Название заповедного объекта                     | Площадь, га Местонахождение Тип Предприятие, учреждение, организация, в ведении которого находится объект Название органа, номер и дата решения о создании заповедного объекта |
| ------ | ------------------------------------------------ | --- |
|        |                                                  | Памятники природы |
| 1      | Агармышский лес                                  | 40, 0 Старокрымское л-во, кв. 13, 17 компл. Старокрымское ГЛОХ Пост. СМ УССР от 14.10.75 г. № 780-р                                                                            |
| 2      | Бельбекский каньон                               | 100, 0 Бахчисарайский р-н, долина р. Бельбек, с. Танковое компл. КХЗ «Ильича» Пост. СМ УССР от 14.10.75 г. № 780-р                                                             |
| 3      | Гора Ак-Кая                                      | 30, 0 Белогорский р-н, с. Белая Скала компл. КХЗ им. Суворова Пост. СМ УССР от 30.03.81 г. № 145                                                                               |
| 4      | Гора Кошка                                       | 50, 0 г. Ялта, пгт. Симеиз компл. Симеизский поссовет Пост. СМ УССР от 21.03.84 г. № 139                                                                                       |
| 5      | Караул-Оба (памятник природы)                    | 100, 0 Судакский горсовет, Морское л-во, кв. 45 компл. Судакское ГЛОХ Пост. СМ УССР от 14.10.75 г. № 780-р                                                                     |
| 6      | Гора Каратау                                     | 100, 0 с. Генеральское, Солнечногорское л-во, кв. 75 бот. Алуштинское ГЛХ Пост. СМ УССР от 30.03.81 г. № 145                                                                   |
| 7      | Караби-яйлинская котловина                       | 32, 0 Белогорский р-н, с. Новокленовка, Новокленовское л-во, кв. 75 бот. Белогорское ГЛХ Пост. СМ УССР от 14.10.75 г. № 780-р                                                  |
| 8      | Кизилкоба                                        | 33, 0 Симферопольский р-н, с. Перевальное, Перевальненское л-во, кв. 4 геол. Симферопольское ГЛОХ Пост. СМ УССР от 07.08.63 г. № 180-р                                         |
| 9      | Сопка Джаутепе                                   | 10, 0 Ленинский р-н, с. Вулкановка геол. СХЗ «Восточный» Пост. СМ УССР от 14.10.75 г. № 780-р                                                                                  |
| 10     | Ур. «Демерджи»                                   | 20, 0 с. Лучистое, Алуштинское л-во, кв. 38 геол. Алуштинский ГЛХ Пост. СМ УССР от 30.03.81 г. № 145                                                                           |
| 11     | Мангупкале                                       | 90, 0 Бахчисарайский р-н, с. Залесное компл. Бахчисарайский историко-архитектурный музей Пост. СМ УССР от 14.10.75 г. № 780-р                                                  |
| 12     | Ур. «Карасубаши»                                 | 24, 0 с. Карасевка, Новокленовское л-во, кв. 14 гидр. Белогорский ГЛХ Пост. СМ УССР от 14.10.75 г. № 780-р                                                                     |
| Итого: |                                                  | 629, 0 |
|        |                                                  | Ботанические сады |
| 1      | Никитский (ГНБС-Национальный научный центр УААН) | 876, 0 г. Ялта, пгт. Никита УААН Пост. СМ УССР от 23.07.83 г. № 311 |
| Итого: |                                                  | 876, 0 |
|        |                                                  | Парки-памятники садово-паркового искусства |
| 1      | Алупкинский                                      | 40, 0 г. Алупка Алупкинский дворцово-парковый заповедник Пост. СМ УССР от 29.01.60 г. № 105                                                                                    |
| 2      | Гурзуфский                                       | 12, 0 пгт. Гурзуф Гурзуфский воен. санаторий Пост. СМ УССР от 29.0.1.60 г. № 105                                                                                               |
| 3      | Кипарисный                                       | 9, 0 пгт. Гурзуф МДЦ Артек Пост. СМ УССР от 26.07.72 г.№ 22 |
| 4      | Ливадийский                                      | 40, 1 п. Ливадия Ялтинский Курортзеленстрой Пост. СМ УССР от 29.01.60 г. № 105                                                                                                 |
| 5      | Массандровский                                   | 44, 1 п. Массандра Ялтинский Курортзеленстрой Пост. СМ УССР от 29.01.60 г. № 105                                                                                               |
| 6      | Мисхорский                                       | 23, 0 пгт. Кореиз Ялтинский Курортзеленстрой Пост. СМ УССР от 29.01.60 г. № 105                                                                                                |
| 7      | Карасанский                                      | 18, 0 п. Утес Санаторий «Карасан» Пост. СМ УССР от 29.01.60 г. № 105 |
| 8      | Форосский                                        | 70, 0 пгт. Форос Санаторий «Форос» Пост. СМ УССР от 29.01.60 г. № 105 |
| 9      | Харакский                                        | 15, 0 пгт. Гаспра Санаторий «Днепр» Пост. СМ УССР от 29.01.60 г. № 105 |
| 10     | Утес                                             | 5, 0 п. Утес Санаторий Утёс Пост. СМ УССР от 29.01.60 г. № 105 |
| Итого: |                                                  | 276, 2 |

## Заповедные объекты местного значения

### Заказники
1. Арабатский
2. Астанинские плавни
3. Аунлар
4. Аю-Даг
5. Байдарский
6. Бельбекская тисовая роща
7. Большой каньон Крыма
8. Демерджи-яйла
9. Джангульский[3]
10. Долгоруковская яйла
11. Горный карст Крыма
12. Зеленое кольцо
13. Канака
14. Караларская степь (реорганизован в Караларский региональный ландшафтный парк)
15. Каркинитский
16. Кастель
17. Качинский каньон
18. Михайловский
19. Можжевеловая роща у балки Канлы-Дере имени Новеллы Вавиловой
20. Мыс Айя
21. Новый Свет
22. Озеро Чокрак
23. Осовинская степь
24. Плачущая скала
25. Пожарский
26. Присивашский
27. Сасыкский
28. Северо-восточная окраина озера Донузлав
29. Урочище Караби-яйла
30. Урочище Кубалач
31. Урочище Парагильмен
32. Урочище Тырке
33. Участок степи на Тарханкутском полуострове
34. Участок степи у села Клепинино (Крымский институт АПП УААН)
35. Участок степи у села Солнечное
36. Степной участок у села Школьное
37. Хапхальский
38. Целинная степь у села Григорьевка
39. Южнобережные дубравы

### Памятники природы
1. Гора-отторженец Парагильмен
2. Роща можжевельника высокого в р-не Семидворья
3. Участки дубовых рощ («Дубки»)
4. Участок побережья у села Николаевка
5. Столовая гора-останец Тепе-Кермен
6. Гора-останец Шелудивая
7. Мыс Ай-Тодор
8. Скалы-островки Адалары
9. Мыс Плака
10. Гора Лягушка
11. Ур. Ай-Серез
12. Гора Крестовая
13. Пещера-грот Данильча-Коба
14. Природные «сфинксы» в долине реки Чурук-Су
15. Пещера-грот Киик-Коба
16. Пещера-грот Чокурча
17. Островок-глыба пермских известняков Джиен-Софу на Симферопольском водохранилище
18. Природные «сфинксы» Каралезской долины
19. Пещера-грот Сюрень
20. Мыс Чауда
21. Карстовая пещера Максимовича
22. Змеиная пещера
23. Красный камень
24. Кучук-Ламбатский каменный хаос
25. Участок побережья между сс. Солнечногорское и Малореченское
26. Пещера Сюндюрлю-Коба
27. Пещера МАН (Малой академии наук)
28. Пещера Аджикоба
29. Пещера Аянская
30. Волчий грот
31. Обнажение окаменелого потока вулканической лавы
32. Грязевая сопка Андрусова
33. Грязевая сопка Вернадского
34. Грязевая сопка Обручева
35. ПАК[4] у горного массива Караулоба
36. ПАК у горы Аюдаг
37. ПАК между пгт. Новый Свет и г. Судак
38. ПАК у м. Чауда
39. ПАК у м. Карангат
40. ПАК у м. Опук и островов «Скалы-корабли»
41. ПАК у м. Хрони
42. ПАК у м. Казантип
43. Аквальный комплекс Арабатской стрелки
44. ПАК у м. Атлеш[3]
45. ПАК у Джангульского оползневого побережья[3]
46. Бакальская коса, озеро и прибрежный комплекс[5]
47. ПАК у скалы Диво и г. Кошка
48. ПАК у м. Айтодор
49. ПАК у м. Плака
50. ПАК у с. Солнечногорское
51. Дуб «Богатырь Тавриды»
52. Пятиствольный каштан
53. Скала Ифигения
54. Суворовский дуб

### Парки- памятники садово-паркового искусства
1. Сакский курортный парк
2. Парк "Салгирка"
3. Лесопарк Перчем
4. Лазурный
5. Морской
6. Горный
7. Комсомольский
8. Меласский
9. Нижняя Ореанда
10. Парк дома отдыха "Судак"
11. Парк дома отдыха "Айвазовское"
12. Парк санатория "Ай-Даниль"
13. Парк Эмира Бухарского Саид-Абдул-Ахад
14. Парк санатория "Горный"
15. Парк "Чукурлар"
16. Парк пансионата "Прибрежный"
17. Парк санатория "Сокол"
18. Парк санатория "Дюльбер"
19. Парк дачи "Мисхор"
20. Парк санатория "Морской прибой"

#### Региональные ландшафтные парки
1. «Бакальская коса»
2. «Бахчисарай»
3. «Калиновский»
4. «Научный»

#### Дендрологические парки
1. Евпаторийский дендропарк

### Заповедные урочища
1. Яйла Чатырдага
2. Долина р. Сотера
3. Лесная роща «Левадки»
4. Балка Большой Кастель
5. Горно-лесной массив у с. Тополевка
6. Мыс Алчак у г. Судак
7. Роща фисташки туполистной